# Харди, Том
Э́двард То́мас Ха́рди, более известный как Том Харди (англ. Edward Thomas "Tom" Hardy; род. 15 сентября 1977, Хаммерсмит, Лондон, Великобритания) — британский актёр, продюсер и сценарист. Обладатель премии BAFTA и номинант на премию «Оскар». Прославился благодаря фильму «Стюарт: Прошлая жизнь», где он сыграл роль наркомана и бездомного Стюарта Шортера, принёсшую ему номинацию на премию BAFTA. Также известен по своим главным и второстепенным ролям в фильмах, таких как «Бронсон», «Рок-н-рольщик», «Начало», «Воин», «Легенда», «Общак», «Самый пьяный округ в мире», «Тёмный рыцарь: Возрождение легенды», «Лок», «Безумный Макс: Дорога ярости», «Выживший», «Дюнкерк» и «Веном». Командор ордена Британской империи (CBE, 2018).

## Ранние годы
Том, единственный ребёнок в семье, родился в Хаммерсмите и вырос в Лондоне, в Ист-Шине. Его мать Энн была из семьи ирландских католиков и работала художницей, а отец Эдуард (Чипс) Харди писал комедии.
Харди учился в школах «Ридс» и «Тауэр-Хаус», Ричмондской театральной школе, после чего поступил в Drama Centre London (здесь Том занимался под руководством преподавателя, обучавшего Энтони Хопкинса). Начинал свою карьеру в военных драмах, сыграв рядового армии США Джона Яновеча в сериале «Братья по оружию» (2001).
Дебют в кино состоялся в военном триллере Ридли Скотта «Чёрный ястреб» (2001).
В 21 год стал победителем конкурса красоты «Breakfast’s Find Me», в качестве приза получив денежное вознаграждение и контракт с модельным агентством.

## Карьера
В 2002 году Харди появился в независимой ленте «Точки над i», где его партнёром по съёмочной площадке стал Гаэль Гарсиа Берналь. Затем он переехал в Северную Африку, где снялся в картине «Симон: Английский легионер» (2002), рассказывающей историю Французского Иностранного легиона. В том же году он сыграл первую заметную роль в своей карьере, представ в образе Ромуланского претора Шинзона, клона капитана «Энтерпрайза» Жан-Люка Пикара (Патрик Стюарт), в фильме «Звёздный путь: Возмездие». Он вернулся в Англию, чтобы сняться в триллере «LD50: Летальная доза» (2003).
В 2003 году Харди был награждён театральной премией London Evening Standard Theatre Award за выдающийся дебют на сцене в спектаклях по пьесам Blood и In Arabia, We’d All Be Kings, поставленных театрами Royal Court Theatre и Hampstead Theatre. На следующий год он также был номинирован на Премию Лоренса Оливье за самый многообещающий дебют 2003 года за игру в спектакле In Arabia, We’d All Be Kings.
Харди появляется в 2005 году в сериале канала BBC «Королева-девственница», исполнив роль Роберта Дадли, друга детства Елизаветы I. Сериал изображает их отношения как платонические, хотя и весьма романтичные. Харди сыграл Джона Флеминга в телефильме A for Andromeda (2006), основанном на одноимённом научно-фантастическом сериале Фелла Ричарда 1960 годов.

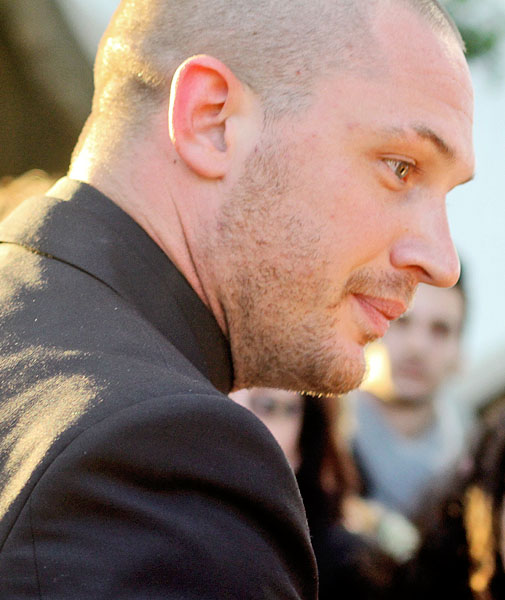
Том Харди на лондонской премьере фильма «Шпион, выйди вон!», сентябрь 2011 год

В 2007 году он снимается в основанной на реальных событиях теледраме «Стюарт: Прошлая жизнь». Харди играет главного героя фильма, бездомного Стюарта Шортера, над которым много лет издевались, и чья смерть, возможно, была самоубийством. В сентябре 2008 года он появляется в гангстерской комедии Гая Ричи «Рок-н-рольщик», сыграв бандита-гомосексуала Красавчика Боба, одного из членов преступной группировки «Дикая шайка», возглавляемой персонажем Джерарда Батлера по имени Раз-Два, в которого влюблен Боб.
В начале 2009 года Харди снялся в фильме «Бронсон», рассказывающем о жизни заключённого Чарльза Бронсона, который большую часть своей взрослой жизни провёл в одиночной камере. Для фильма он набрал 19 килограммов мышечной массы.
В июне того же года Харди снялся в телесериале «Прикуп», сыграв гангстера Фредди, работающего с наркотиками и алкогольными напитками. Роль принесла ему номинацию на премию Crime Thriller Awards в категории «Лучший актёр» за 2009 год.
В августе 2009 года он появляется в экранизации романа Эмили Бронте «Грозовой перевал», исполнив роль Хитклиффа, классического символа любви, который влюбляется в подругу своего детства Кэтрин (Шарлотта Райли). В таблоиде The Sun даже писали, что после окончания работы над фильмом они начали встречаться, ради чего он бросил женщину, с которой вместе жил два года, и маленького сына. Райли через интервью отрицала эти слухи.
В начале 2010 года в чикагском Goodman Theatre Харди сыграл в спектакле Филипа Сеймура Хоффмана The Long Red Road по пьесе Бретта Си Леонарда. Харди получил хорошие отзывы критиков за исполнение роли алкоголика Сэма, пытающегося пропить своё прошлое.
Харди сыграл Имса, одного из главных персонажей в научно-фантастическом триллере Кристофера Нолана «Начало» (2010).
Харди предстал в образе сына Пэдди Конлона (Ник Нолти) в ленте о выдающемся мастере боевых искусств «Воин» (2011). Он является основным героем в фильме.
В 2012 году снялся в заключительной части трилогии Кристофера Нолана «Тёмный рыцарь: Возрождение легенды», сыграв суперзлодея Бейна.

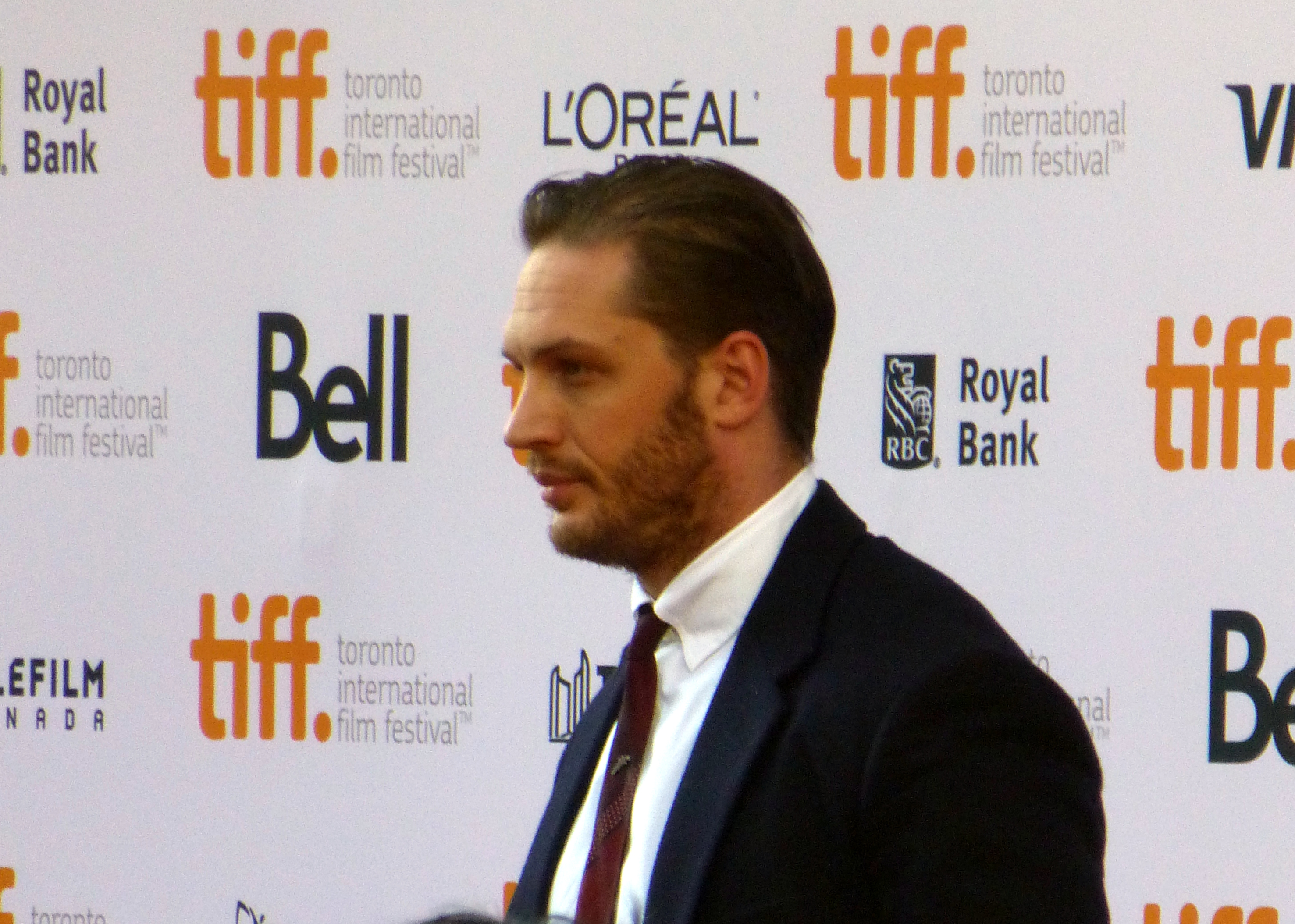
Харди на кинофестивале в Торонто, 2014 год

В 2014 году вышли две картины с Томом Харди в главных ролях: «Лок» и «Общак». В декабре того же года Харди получил роль Рика Флага в фильме «Отряд самоубийц», но в начале 2015 года покинул проект.
В 2015 году вышли кинокартины «Номер 44», «Безумный Макс: Дорога ярости», «Легенда» и «Выживший» с участием Харди.
В начале 2017 года на экраны вышел драматический телесериал «Табу», выпущенный Hardy, Son & Baker совместно со Стивом Найтом, в котором Харди исполнил главную роль.
Актёр сыграл эпизодическую роль в восьмой части «Звёздных войн».
В мае 2017 года было объявлено, что Харди сыграет роль Эдди Брока / Венома в фильме «Веном», основанном на комиксах издательства Marvel Comics. Съёмки стартовали 23 октября 2017 года в Атланте и Нью-Йорке. «Веном» вышел на экраны 5 октября 2018 года в Северной Америке, премьера в России состоялась 4 октября 2018 года.

## Личная жизнь
С 1999 по 2004 год Харди был женат на продюсере Саре Уорд. 

С 2005 по 2009 год он состоял в отношениях с Рэйчел Спид, от которой у него есть сын Луи (род. 2008).
На съёмках мини-сериала «Грозовой перевал» в 2009 году он встретил актрису Шарлотту Райли. В июле 2014 года пара сочеталась браком. В семье родилось двое детей.
У Харди были наркотическая и алкогольная зависимости, но в 2003 году он избавился от них.

## Фильмография

### Актёр
| Год          |    | Русское название                   | Оригинальное название         | Роль                          |
| ------------ | -- | ---------------------------------- | ----------------------------- | ----------------------------- |
| 2001         | с  | Братья по оружию                   | Band of Brothers              | рядовой Джон А. Яновеч        |
| 2001         | ф  | Чёрный ястреб                      | Black Hawk Down               | специалист Лэнс Твомбли       |
| 2002         | ф  | Саймон: Английский легионер        | Simon: An English Legionnaire | Паскаль Дюпон                 |
| 2002         | ф  | Точки над i                        | Dot the I                     | Том                           |
| 2002         | ф  | Звёздный путь: Возмездие           | Star Trek: Nemesis            | реманский претор Шинзон       |
| 2003         | ф  | LD50: Летальная доза               | LD 50 Lethal Dose             | Мэтт                          |
| 2003         | ф  | День расплаты                      | The Reckoning                 | Строу                         |
| 2004         | ф  | Электромагнитное излучение         | EMR                           | Генри                         |
| 2004         | ф  | Слоёный торт                       | Layer Cake                    | Кларки                        |
| 2005         | тф | Побег из замка Кольдиц             | Colditz                       | второй лейтенант Джек Роуз    |
| 2005         | тф | Дочь Гидеона                       | Gideon's Daughter             | Эндрю                         |
| 2005         | с  | Королева-девственница              | The Virgin Queen              | Роберт Дадли, граф Лестер     |
| 2006         | тф | Суини Тодд                         | Sweeney Todd                  | Мэттью                        |
| 2006         | ф  | Минотавр                           | Minotaur                      | Тео                           |
| 2006         | тф | Для Андромеды                      | A for Andromeda               | Джон Флеминг                  |
| 2006         | ф  | Мария-Антуанетта                   | Marie Antoinette              | Рамон                         |
| 2006         | ф  | Сцены сексуального характера       | Scenes of a Sexual Nature     | Ноэль                         |
| 2007         | ф  | WAZ: Камера пыток                  | w Delta z                     | Пьер Джексон                  |
| 2007         | ф  | Наследование                       | The Inheritance               | папа                          |
| 2007         | с  | Медоуленд                          | Cape Wrath                    | Джек Доннелли                 |
| 2007         | тф | Стюарт: Прошлая жизнь              | Stuart: A Life Backwards      | Стюарт Шортер                 |
| 2007         | тф | Оливер Твист                       | Oliver Twist                  | Билл Сайкс                    |
| 2008         | ф  | Бронсон                            | Bronson                       | Чарльз Бронсон                |
| 2008         | ф  | Запрещённый приём                  | Sucker Punch                  | Роддерс                       |
| 2008         | ф  | Кодекс вора                        | The Code                      | Майклз                        |
| 2008         | ф  | Рок-н-рольщик                      | RocknRolla                    | красавчик Боб                 |
| 2009         | тф | Грозовой перевал                   | Wuthering Heights             | Хитклифф                      |
| 2009         | с  | Прикуп                             | The Take                      | Фредди Джексон                |
| 2010         | ф  | Начало                             | Inception                     | мистер Имс                    |
| 2011         | ф  | Шпион, выйди вон!                  | Tinker, Tailor, Soldier, Spy  | Рикки Тарр                    |
| 2011         | ф  | Воин                               | Warrior                       | Том Конлон                    |
| 2012         | ф  | Значит, война                      | This Means War                | Так                           |
| 2012         | ф  | Тёмный рыцарь: Возрождение легенды | The Dark Knight Rises         | Бейн                          |
| 2012         | ф  | Самый пьяный округ в мире          | Lawless                       | Форрест Бондурант             |
| 2014         | ф  | Лок                                | Locke                         | Айвен Лок                     |
| 2014         | ф  | Общак                              | The Drop                      | Боб Сагиновски                |
| 2014—2022    | с  | Острые козырьки                    | Peaky Blinders                | Альфи Соломонс                |
| 2015         | ф  | Номер 44                           | Child 44                      | Лев Демидов                   |
| 2015         | ф  | Безумный Макс: Дорога ярости       | Mad Max: Fury Road            | Макс Рокатански               |
| 2015         | ф  | Легенда                            | Legend                        | Рональд Крэй, Реджинальд Крэй |
| 2015         | ф  | Выживший                           | The Revenant                  | Джон Фицджеральд              |
| 2017         | с  | Табу                               | Taboo                         | Джеймс Кезайя Делейни         |
| 2017         | ф  | Дюнкерк                            | Dunkirk                       | пилот Фэрриер                 |
| 2017         | ф  | Звёздные войны: Последние джедаи   | Star Wars: The Last Jedi      | Штурмовик (камео)             |
| 2018         | ф  | Веном                              | Venom                         | Эдди Брок / Веном             |
| 2020         | ф  | Капоне. Лицо со шрамом             | Capone                        | Аль Капоне                    |
| 2021         | ф  | Веном 2                            | Venom: Let There Be Carnage   | Эдди Брок / Веном             |
| 2021         | ф  | Человек-паук: Нет пути домой       | Spider-Man: No Way Home       | Эдди Брок / Веном (камео)     |
| 2023         | ф  | Байкеры                            | The Bikeriders                | Джонни                        |
| 2024         | ф  | Веном: Последний танец             | Venom: The Last Dance         | Эдди Брок / Веном             |
| 2025 — н. в. | с  | Гангстерленд                       | MobLand                       | Гарри да Соуза                |
| 2025         | ф  | Опустошение                        | Havoc                         | Уолкер                        |
| 2026         | ф  | Блэкаут 77 года                    | 77 Blackout                   | Эдди Бойл                     |

### Сценарист
| Год  | Русское название       | Оригинальное название       |
| ---- | ---------------------- | --------------------------- |
| 2017 | Табу                   | Taboo                       |
| 2021 | Веном 2                | Venom: Let There Be Carnage |
| 2024 | Веном: Последний танец | Venom: The Last Dance       |

### Продюсер
| Год  | Русское название       | Оригинальное название       |
| ---- | ---------------------- | --------------------------- |
| 2013 | Браконьерские войны    | Poaching Wars               |
| 2015 | Легенда                | Legend                      |
| 2017 | Трофей                 | Trophy                      |
| 2017 | Табу                   | Taboo                       |
| 2021 | Веном 2                | Venom: Let There Be Carnage |
| 2024 | Веном: Последний танец | Venom: The Last Dance       |
| 2025 | Опустошение            | Havoc                       |

## Награды и номинации

### Награды
- 2018 — Орден Британской империи за выдающийся вклад в искусство[28]
- 2011 — Премия BAFTA — восходящая звезда
- 2009 — Премия британского независимого кино — лучший актёр, за фильм «Бронсон»

### Номинации
- 2016 — Премия «Оскар» — лучшая мужская роль второго плана, за фильм «Выживший»
- 2014 — Премия Европейской киноакадемии — лучший актёр, за фильм «Лок»
- 2013 — Кинонаграда MTV — лучший злодей и лучшая драка, за фильм «Тёмный рыцарь: Возрождение легенды»
- 2012 — Кинонаграда MTV — лучшая драка, за фильм «Воин»
- 2011 — Премия «Сатурн» — лучший киноактёр второго плана, за фильм «Начало»
- 2008 — Премия BAFTA в области телевидения — лучшая мужская роль, за фильм «Стюарт: Прошлая жизнь»
- 2003 — Премия «Сатурн» — лучший киноактёр второго плана, за фильм «Звёздный путь: Возмездие»

### Театральные премии
- 2004 — Номинация на Премию Лоренса Оливье — категория «Лучшее новое лицо», за спектакль «В Арабии мы бы были королями»